# Ianfolila (circunscrição)
Ianfolila é uma das sete circunscrições da região de Sicasso, no sul do Mali. Sua capital é Ianfolila. Está dividida na comuna urbana de Ianfolila e 12 comunas rurais:
- Baia
- Bolo-Futa
- Jalom-Fula
- Jiguia de Coloni
- Guanam
- Guandiaca
- Cussam
- Sancarani
- Sere Mussa Ani Samu
- Tagandugu
- Uassulu-Balé
- Ialancoro-Soloba